# Acontias
Az Acontias  a hüllők (Reptilia) osztályába a  pikkelyes hüllők (Squamata) rendjébe a gyíkok (Sauria)  alrendjébe és a  vakondgyíkfélék (Scincidae) családjába  tartozó nem

## Rendszerezés
A nembe az alábbi 6 faj tartozik:
- Acontias breviceps
- Acontias gracilicauda
- Acontias lineatus
- Acontias litoralis
- Acontias meleagris
- Percival lábatlan szkinkje (Acontias percivali)
- Acontias plumbeus
- Acontias poecilus